# 周文瀾
周文瀾（？—？），貴州省石阡府人，清朝政治人物、同進士出身。
光緒十五年（1889年）己丑科進士，三甲一百五十九名，曾官黎平府教授。